# Jack Nicklaus
Jack William Nicklaus (* 21. Januar 1940 in Columbus, Ohio), auch bekannt als The Golden Bear (Der Goldene Bär), ist ein US-amerikanischer ehemaliger Golfspieler. Er gehörte von den 1960er bis in die späten 1980er Jahre zu den besten Golfern der Welt. Mit 18 Major-Siegen ist er der erfolgreichste Golfspieler der Geschichte. Mit seiner Firma Golden Bear International ist er ein führender Golfplatzarchitekt.

## Leben
Nicklaus hat Vorfahren deutscher Herkunft.
Seit 1960 ist er mit Barbara Nicklaus verheiratet. Das Paar hat fünf Kinder; eine Tochter und vier Söhne. Zusammen mit seinen Söhnen und seinem Schwiegersohn führt Nicklaus die Jack Nicklaus Companies, die sich neben diversen Merchandising-Artikeln auf das Design von hochkarätigen Golfplätzen konzentrieren.

## Karriere

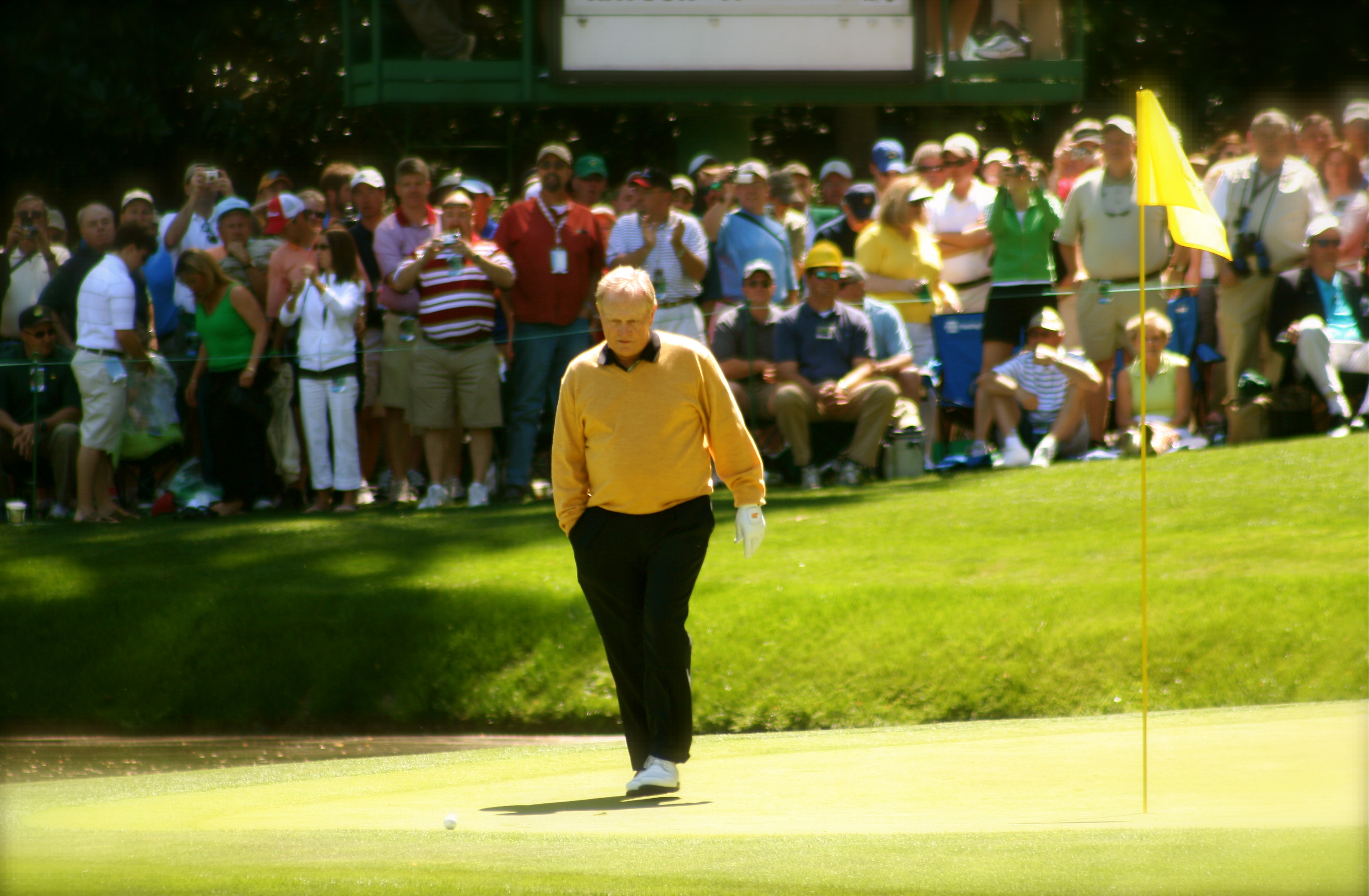
Nicklaus 2006

1996 war Jack Nicklaus der erste Golfspieler in der Geschichte der PGA, der die Senior Tour (jetzt Champions Tour) vier Mal gewann. Er ist auch die einzige Person in der Geschichte der PGA, die alle großen Turniere der PGA Tour und der Senior Tour gewann.
Nicklaus begann 1961 seine Profikarriere und seine Leistung bei den großen Turnieren ist bis heute ungeschlagen: drei Players Championships, drei Open Championships (1966, 1970, 1978), vier US Opens (1962, 1967, 1972 und 1980), sechs Australian Opens (1964, 1968, 1971, 1975, 1976 und 1978), fünf PGA Championships (1963, 1971, 1973, 1975 und 1980) und sechs US Masters (1963, 1965–1966, 1972, 1975 und 1986). Seit 1986 ist er der älteste Spieler (46), der jemals die Masters gewonnen hat. Er ist alleiniger Rekordsieger der Masters sowie geteilter Rekordgewinner bei den US Open und der PGA Championship.
1974 war Nicklaus unter den ersten Golfern, die in die neugeschaffene World Golf Hall of Fame aufgenommen wurden.
Sports Illustrated verlieh ihm 1978 den Preis für den Sportler des Jahres. 1980 bekam er von BBC Sports den Preis für die ausländische Sportpersönlichkeit des Jahres verliehen.
Die Open 2005 waren, seiner Ankündigung zufolge, sein letztes professionelles Golfturnier, unter anderem da ehemalige Open-Sieger nur bis zum 65. Lebensjahr automatisch startberechtigt sind. Ihm zu Ehren wurde die Austragungsreihenfolge des Turniers geändert und fand auf dem traditionsreichen Old Course in St. Andrews statt. Die Royal Bank of Scotland würdigte ihn zudem mit einem Sonderdruck der 5-Pfund-Note.
Jack Nicklaus vereinte in seinen besten Jahren die im Golfsport sehr ungewöhnliche Kombination, sowohl einer der größten Putter aller Zeiten als auch der Golfer mit dem weitesten Schlag zu sein. Er bevorzugte den Power Fade, der sein charakteristischer Ballflug war.
In der Komödie Happy Gilmore 2 von 2025 spielt er sich selbst.

## Major-Siege (18)
Anmerkung: Jack Nicklaus nimmt für sich selbst 20 Major-Siege in Anspruch, da seiner Meinung nach zum damaligen Zeitpunkt die US-Amateurmeisterschaft, die er 1959 und 1961 gewann, noch als Major zählte. Die moderne Definition der vier Major-Turniere, die der folgenden Tabelle zugrunde liegt, wurde 1960 von Arnold Palmer eingeführt.
| Jahr | Turnier                   | 54 Löcher         | Sieg-Score            | Vorsprung | Zweitplatzierte(r)                                |
| 1962 | US Open                   | 2 Schläge zurück  | -1 (72-70-72-69=283)  | Playoff 1 | Arnold Palmer                                     |
| 1963 | The Masters               | 1 Schlag Führung  | -2 (74-66-74-72=286)  | 1 Schlag  | Tony Lema                                         |
| 1963 | PGA Championship          | 3 Schläge zurück  | -5 (69-73-69-68=279)  | 2 Schläge | Dave Ragan Jr.                                    |
| 1965 | The Masters (2)           | 5 Schläge Führung | -17 (67-71-64-69=271) | 9 Schläge | Arnold Palmer, Gary Player                        |
| 1966 | The Masters (3)           | Führung geteilt   | E (68-76-72-72=288)   | Playoff 2 | Gay Brewer, Tommy Jacobs                          |
| 1966 | The Open Championship     | 2 Schläge zurück  | -2 (70-67-75-70=282)  | 1 Schlag  | Doug Sanders, Dave Thomas                         |
| 1967 | US Open (2)               | 1 Schlag Führung  | -9 (71-67-72-65=275)  | 4 Schläge | Arnold Palmer                                     |
| 1970 | The Open Championship (2) | 2 Schläge zurück  | -5 (68-69-73-73=283)  | Playoff 3 | Doug Sanders                                      |
| 1971 | PGA Championship (2)      | 4 Schläge Führung | -7 (69-69-70-73=281)  | 2 Schläge | Billy Casper                                      |
| 1972 | The Masters (4)           | 1 Schlag Führung  | -2 (68-71-73-74=286)  | 3 Schläge | Bruce Crampton, Bobby Mitchell, Tom Weiskopf      |
| 1972 | US Open (3)               | 1 Schlag Führung  | +2 (71-73-72-74=290)  | 3 Schläge | Bruce Crampton                                    |
| 1973 | PGA Championship (3)      | 1 Schlag Führung  | -7 (72-68-68-69=277)  | 4 Schläge | Bruce Crampton                                    |
| 1975 | The Masters (5)           | 1 Schlag zurück   | -12 (68-67-73-68=276) | 1 Schlag  | Tom Weiskopf, Johnny Miller                       |
| 1975 | PGA Championship (4)      | 4 Schläge Führung | -4 (70-68-67-71=276)  | 2 Schläge | Bruce Crampton                                    |
| 1978 | The Open Championship (3) | 1 Schlag Führung  | -7 (71-72-69-69=281)  | 2 Schläge | Ben Crenshaw, Raymond Floyd, Tom Kite, Simon Owen |
| 1980 | US Open (4)               | Führung geteilt   | -8 (63-71-70-68=272)  | 2 Schläge | Isao Aoki                                         |
| 1980 | PGA Championship (5)      | 3 Schläge Führung | -6 (70-69-66-69=274)  | 7 Schläge | Andy Bean                                         |
| 1986 | The Masters (6)           | 4 Schläge zurück  | -9 (74-71-69-65=279)  | 1 Schlag  | Tom Kite, Greg Norman                             |

1 Sieg über Arnold Palmer in einem 18-Loch-Playoff – Nicklaus (71), Palmer (74)

2 Sieg über Tommy Jacobs & Gay Brewer in einem 18-Loch-Playoff – Nicklaus (70), Jacobs (72), Brewer (78)

3 Sieg über Doug Sanders in einem 18-Loch-Playoff – Nicklaus (72), Sanders (73)

## Resultate bei Major-Turnieren
| Turnier          | 1957 | 1958 | 1959 | 1960   | 1961 | 1962 | 1963 | 1964 | 1965 | 1966 | 1967 | 1968 | 1969 | 1970 | 1971 |
| ---------------- | ---- | ---- | ---- | ------ | ---- | ---- | ---- | ---- | ---- | ---- | ---- | ---- | ---- | ---- | ---- |
| The Masters      | DNP  | DNP  | CUT  | T13 LA | T7   | T15  | 1    | T2   | 1    | 1    | CUT  | T5   | T24  | 8    | T2   |
| U.S. Open        | CUT  | T41  | CUT  | 2 LA   | T4LA | 1    | CUT  | T23  | T31  | 3    | 1    | 2    | T25  | T49  | 2    |
| British Open     | DNP  | DNP  | DNP  | DNP    | DNP  | T32  | 3    | 2    | T12  | 1    | 2    | T2   | T6   | 1    | T5   |
| PGA Championship | DNP  | DNP  | DNP  | DNP    | DNP  | T3   | 1    | T2   | T2   | T22  | T3   | CUT  | T11  | T6   | 1    |

| Turnier          | 1972 | 1973 | 1974 | 1975 | 1976 | 1977 | 1978 | 1979 | 1980 | 1981 | 1982 | 1983 | 1984 | 1985 | 1986 |
| ---------------- | ---- | ---- | ---- | ---- | ---- | ---- | ---- | ---- | ---- | ---- | ---- | ---- | ---- | ---- | ---- |
| The Masters      | 1    | T3   | T4   | 1    | T3   | 2    | 7    | 4    | T33  | T2   | T15  | WD   | T18  | T6   | 1    |
| U.S. Open        | 1    | T4   | T10  | T7   | T11  | T10  | T6   | T9   | 1    | T6   | 2    | T43  | T21  | CUT  | T8   |
| British Open     | 2    | 4    | 3    | T3   | T2   | 2    | 1    | T2   | T4   | T6   | 2    | T43  | T21  | CUT  | T8   |
| PGA Championship | T13  | 1    | 2    | 1    | T4   | 3    | CUT  | T65  | 1    | T4   | T16  | 2    | T25  | T32  | T16  |

| Turnier          | 1987 | 1988 | 1989 | 1990 | 1991 | 1992 | 1993 | 1994 | 1995 | 1996 | 1997 | 1998 | 1999 | 2000 | 2001 |
| ---------------- | ---- | ---- | ---- | ---- | ---- | ---- | ---- | ---- | ---- | ---- | ---- | ---- | ---- | ---- | ---- |
| The Masters      | T7   | T21  | 18   | 6    | T35  | T42  | T27  | CUT  | T35  | T41  | T39  | T6   | DNP  | T54  | CUT  |
| U.S. Open        | T46  | CUT  | T43  | T33  | T46  | CUT  | T72  | T28  | CUT  | T27  | T52  | T43  | CUT  | CUT  | DNP  |
| British Open     | T24  | CUT  | T27  | T63  | T44  | CUT  | CUT  | CUT  | T79  | T45  | 60   | DNP  | DNP  | CUT  | DNP  |
| PGA Championship | T24  | CUT  | T27  | CUT  | T23  | CUT  | CUT  | CUT  | T67  | CUT  | CUT  | DNP  | DNP  | CUT  | DNP  |

| Turnier          | 2002 | 2003 | 2004 | 2005 |
| ---------------- | ---- | ---- | ---- | ---- |
| The Masters      | DNP  | CUT  | CUT  | CUT  |
| U.S. Open        | DNP  | DNP  | DNP  | DNP  |
| British Open     | DNP  | DNP  | DNP  | CUT  |
| PGA Championship | DNP  | DNP  | DNP  | DNP  |

LA = Bester Amateur

DNP = nicht angetreten

WD = zurückgezogen

CUT = am Cut gescheitert

"T" = geteilter Rang

## PGA Tour Siege
- 1962: U.S. Open, Seattle World’s Fair Open, Portland Open
- 1963: Palm Springs Golf Classic, The Masters, Tournament of Champions, PGA Championship, Sahara Invitational
- 1964: Phoenix Open, Tournament of Champions, Whitemarsh Open, Portland Open
- 1965: The Masters, Memphis Open, Thunderbird Classic, Philadelphia Golf Classic, Portland Open
- 1966: The Masters, The Open Championship, Sahara Invitational
- 1967: Bing Crosby Pro-Am, U.S. Open, Western Open, Westchester Classic, Sahara Invitational
- 1968: Western Open, American Golf Classic
- 1969: Andy Williams-San Diego Open, Sahara Invitational, Kaiser International Open
- 1970: Byron Nelson Golf Classic, The Open Championship, National Four-Ball Championship PGA Players mit (Arnold Palmer)
- 1971: PGA Championship, Tournament of Champions, Byron Nelson Golf Classic, National Four-Ball Championship PGA Players mit (Arnold Palmer), Walt Disney World Golf Classic
- 1972: Bing Crosby Pro-Am, Doral-Eastern Open, The Masters, U.S. Open, Westchester Classic, U.S. Professional Matchplay Championship, Walt Disney World Golf Classic
- 1973: Bing Crosby Pro-Am, Greater New Orleans Open, Tournament of Champions, Atlanta Classic, PGA Championship, Ohio Kings Island Open, Walt Disney World Golf Classic
- 1974: Hawaiian Open, Players Championship
- 1975: Doral-Eastern Open, Sea Pines Heritage Classic, The Masters, PGA Championship, World Open Golf Championship
- 1976: Players Championship, World Open Golf Championship
- 1977: Jackie Gleason-Inverrary Classic, MONY Tournament of Champions, Memorial Tournament
- 1978: Jackie Gleason-Inverrary Classic, Players Championship, The Open Championship, IVB-Philadelphia Golf Classic
- 1980: U.S. Open, PGA Championship
- 1982: Colonial National Invitational
- 1984: Memorial Tournament
- 1986: The Masters

## Ehrungen
2005 überreichte US-Präsident George W. Bush Nicklaus die Freiheitsmedaille („Presidential Medal of Freedom“) und am 16. Dezember 2014 bekam er die Kongressmedaille („Congressional Gold Medal“), die beiden höchsten zivilen Auszeichnungen in den USA.